# Lijst van nummer 1-hits in de UK Singles Chart in 1983
Deze hits stonden in 1983 op nummer 1 in de UK Singles Chart:
| Datum        | Artiest                | Titel                                  |
| ------------ | ---------------------- | -------------------------------------- |
| 1 januari    | Renée & Renato         | Save your love                         |
| 8 januari    | Renée & Renato         | Save your love                         |
| 15 januari   | Phil Collins           | You can't hurry love                   |
| 22 januari   | Phil Collins           | You can't hurry love                   |
| 29 januari   | Men At Work            | Down under                             |
| 5 februari   | Men At Work            | Down under                             |
| 12 februari  | Men At Work            | Down under                             |
| 19 februari  | Kajagoogoo             | Too shy                                |
| 26 februari  | Kajagoogoo             | Too shy                                |
| 5 maart      | Michael Jackson        | Billie Jean                            |
| 12 maart     | Bonnie Tyler           | Total eclipse of the heart             |
| 19 maart     | Bonnie Tyler           | Total eclipse of the heart             |
| 26 maart     | Duran Duran            | Is there something I should know       |
| 2 april      | Duran Duran            | Is there something I should know       |
| 9 april      | David Bowie            | Let's dance                            |
| 16 april     | David Bowie            | Let's dance                            |
| 23 april     | David Bowie            | Let's dance                            |
| 30 april     | Spandau Ballet         | True                                   |
| 7 mei        | Spandau Ballet         | True                                   |
| 14 mei       | Spandau Ballet         | True                                   |
| 21 mei       | Spandau Ballet         | True                                   |
| 28 mei       | New Edition            | Candy girl                             |
| 4 juni       | The Police             | Every breath you take                  |
| 11 juni      | The Police             | Every breath you take                  |
| 18 juni      | The Police             | Every breath you take                  |
| 25 juni      | The Police             | Every breath you take                  |
| 2 juli       | Rod Stewart            | Baby Jane                              |
| 9 juli       | Rod Stewart            | Baby Jane                              |
| 16 juli      | Rod Stewart            | Baby Jane                              |
| 23 juli      | Paul Young             | Wherever I lay my hat (that's my home) |
| 30 juli      | Paul Young             | Wherever I lay my hat (that's my home) |
| 6 augustus   | Paul Young             | Wherever I lay my hat (that's my home) |
| 13 augustus  | KC & the Sunshine Band | Give it up                             |
| 20 augustus  | KC & the Sunshine Band | Give it up                             |
| 27 augustus  | KC & the Sunshine Band | Give it up                             |
| 3 september  | UB40                   | Red red wine                           |
| 10 september | UB40                   | Red red wine                           |
| 17 september | UB40                   | Red red wine                           |
| 24 september | Culture Club           | Karma Chameleon                        |
| 1 oktober    | Culture Club           | Karma Chameleon                        |
| 8 oktober    | Culture Club           | Karma Chameleon                        |
| 15 oktober   | Culture Club           | Karma Chameleon                        |
| 22 oktober   | Culture Club           | Karma Chameleon                        |
| 29 oktober   | Culture Club           | Karma Chameleon                        |
| 5 november   | Billy Joel             | Uptown girl                            |
| 12 november  | Billy Joel             | Uptown girl                            |
| 19 november  | Billy Joel             | Uptown girl                            |
| 26 november  | Billy Joel             | Uptown girl                            |
| 3 december   | Billy Joel             | Uptown girl                            |
| 10 december  | The Flying Pickets     | Only you                               |
| 17 december  | The Flying Pickets     | Only you                               |
| 24 december  | The Flying Pickets     | Only you                               |
| 31 december  | The Flying Pickets     | Only you                               |

1952 ·
1953 ·
1954 ·
1955 ·
1956 ·
1957 ·
1958 ·
1959 ·
1960 ·
1961 ·
1962 ·
1963 ·
1964 ·
1965 ·
1966 ·
1967 ·
1968 ·
1969 ·
1970 ·
1971 ·
1972 ·
1973 ·
1974 ·
1975 ·
1976 ·
1977 ·
1978 ·
1979 ·
1980 ·
1981 ·
1982 ·
1983 ·
1984 ·
1985 ·
1986 ·
1987 ·
1988 ·
1989 ·
1990 ·
1991 ·
1992 ·
1993 ·
1994 ·
1995 ·
1996 ·
1997 ·
1998 ·
1999 ·
2000 ·
2001 ·
2002 ·
2003 ·
2004 ·
2005 ·
2006 ·
2007 ·
2008 ·
2009 ·
2010 ·
2011 ·
2012 ·
2013 ·
2014 ·
2015 ·
2016 ·
2017 ·
2018 ·
2019 ·
2020 ·
2021
- Nederland (Top 40)
- Nederland (Single Top 100)
- Nederland (Verrukkelijke 15)
- Vlaanderen (Radio 2 Top 30)
- Duitsland
- Verenigd Koninkrijk
- Verenigde Staten (Hot 100)